# Stéphane Piedelièvre
 (novembre 2019).
Pour les articles homonymes, voir Piedelièvre.
Stéphane Piedelièvre, né le 24 juin 1961 à Paris, est un professeur français de droit à la l'université Paris XII.

## Biographie

### Famille
Stéphane Piedelièvre est le fils d'Alain Piedelièvre, qui fut également professeur de droit à la Université Paris XII entre 1971 et 1997. Il est aussi le petit-fils de René Piedelièvre, ancien président du Conseil de l'Ordre des médecins et membre de l'Académie de médecine.

### Carrière universitaire
Docteur en droit en 1991 (avec une thèse sur Les Garanties personnelles dans les opérations bancaires internationales), agrégé des facultés de droit, spécialisé en droit privé, Stéphane Piedelièvre commence une carrière universitaire au milieu des années 1990 à l'Université de Chambéry dont il devient professeur titulaire en 1999. Entre 2002 et 2004, il a été membre du jury du concours de l'Ecole nationale de la magistrature.
Nommé à l'Université Paris-Est-Créteil-Val-de-Marne en 2014, il est depuis 2018 membre du laboratoire Marchés, Institutions, Libertés (MIL).
Depuis le début de sa carrière, Stéphane Piedelièvre est l'auteur de nombreux ouvrages juridiques en droit des sûretés, des procédures civiles d'exécution, droit de la consommation, et droit de la famille.

## Publications
- Instruments de crédit et de paiement, Dalloz, 2018, 10e éd., Cours Dalloz, 450 p.
- Les régimes matrimoniaux, Bruylant, 2018, 2e éd., Paradigme, 709 p.
- Successions et libéralités, Bruylant, 2018, 2e éd., Collection Paradigme, 781 p.
- Droit civil : tout le programme de la licence 1, Ellipses, 2018, 572 p.
- avec Jacqueline Piedelièvre, Les promesses de vente et d'achat immobilières, Defresnois, une marque de Lextenso, 2018, Expertise notariale, 470 p.
- Droit commercial : actes de commerce, commerçants, fonds de commerce, concurrence, consommation, Dalloz, 2017, 11e éd., Cours Dalloz, 418 p.
- avec Dominique Gency-Tandonnet, Droit notarial, Larcier, 2017, Collection Paradigme, 724 p.
- Procédures civiles d'exécution, Economica, 2016, Corpus, 748 p.
- Droit des sûretés, Ellipses, 2015, 2e éd., Cours magistral, 447 p.
- Droit de la consommation, Economica, 2014, 2e éd., Corpus, 842 p.
- avec J. Piedelièvre, La publicité foncière, Defrénois-Lextenso éditions, 2014, Expertise notariale, 349 p.
- avec D. Gency-Tandonnet,Droit des transports : transports terrestres, aériens et maritimes, LexisNexis, 2013, Manuel, 602 p.
- avec E. Putman, Droit bancaire, Economica, 2011, Corpus, 808 p.
- Droit de l'exécution, Presses universitaires de France, 2009, Thémis, 406 p.
- avec Frédéric Guerchoun, Pratique de la saisie immobilière : procédure, formules types, Delmas, 2007, Encyclopédie Delmas pour les affaires - Ce qu'il vous faut savoir, 262 p.
- Les sûretés, A. Colin, 2004, 4e éd., Compact, 388 p.
- avec Michel de Juglart et Alain Piedelièvre, Cours de droit civil : avec travaux dirigés , Montchrestien, 2001, 16e éd., 577 p.
- Les Garanties personnelles dans les opérations bancaires internationales, Atelier national de reproduction des thèses [diffusion/distribution], 1991, Lille-thèses, 420 p.
- avec F. Guerchoun, Saisie immobilière, Dalloz, 1991, Dalloz Corpus, 141 p.